# Lu Jun
Lu Jun (* 19. März 1959) ist ein ehemaliger chinesischer Fußballschiedsrichter.
Jun leitete zwei Partien bei der Fußball-Weltmeisterschaft 2002 in Japan und Südkorea und war damit der erste chinesische Schiedsrichter bei einer Weltmeisterschaft. Zuvor leitete er bereits ein Spiel beim FIFA-Konföderationen-Pokal 2001, zwei Spiele bei der U-17-WM 1997, zwei Spiele bei der Fußball-Weltmeisterschaft der Frauen 1991, fünf Spiele bei der U-20-WM 1999 und zwei Spiele bei den Olympischen Sommerspielen 2000. Zudem war er bei der Fußball-Asienmeisterschaft 1996, 2000 und 2004 jeweils in zwei Vorrundenspielen im Einsatz.
2005 beendete er seine Laufbahn nach über 200 Erstligapartien. Im März 2010 wurde bekannt gegeben, dass er im Rahmen eines Wettskandals verdächtigt werde, Spiele gegen Bezahlung verschoben zu haben. Ein Jahr später hieß es, er habe 2003 die Partie zwischen Shanghai International und Shanghai Shenhua beeinflusst.
2010 wurde Lu zusammen mit zwei anderen Schiedsrichtern wegen Annahme von Bestechungsgeldern und Spielmanipulation verhaftet. Er wurde im Februar 2012 zu fünfeinhalb Jahren Gefängnis verurteilt, nachdem er zugegeben hatte, Bestechungsgelder im Wert von mehr als 128.000 US-Dollar angenommen zu haben, um die Ergebnisse von sieben Ligaspielen zu manipulieren.